# Kepler-453 b
Kepler-453 b est une exoplanète de type géante gazeuse, Neptune chaud ou Neptune froid, découverte grâce au télescope spatial Kepler.

## Découverte
Kepler-453 b fut découverte en 2015 par la méthode des transits par William F. Welsh et son équipe. Le système binaire Kepler-453 autour duquel elle orbite se situe dans la constellation de la Lyre à 1 400 années-lumière de la Terre.

## Caractéristiques
Kepler-453 b possède un rayon 6,2 fois supérieur à celui de la Terre et sa masse est estimée à 16 fois la masse terrestre.
Il ne s'agit pas d'une planète tellurique mais plus probablement d'un super-Neptune. Une année y dure 240,5 jours.

## Planète circumbinaire
Kepler-453 b est la troisième exoplanète circumbinaire détectée en zone habitable. La toute première, Kepler-16 b est découverte le 15 septembre 2011. La plus grande des deux étoiles fait environ 93 % de la masse de notre Soleil, contre 20 % pour la plus petite.

## Zone habitable
Kepler-453 b évolue dans la zone dite habitable de son système binaire. De fait, elle pourrait être une géante gazeuse de type super-Neptune chaud ou super-Neptune froid.